# OnePlus X
OnePlus X – smartfon zaprojektowany przez firmę OnePlus. Jest to trzeci z kolei smartfon firmy OnePlus. Zaprezentowany został 29 października 2015 roku.

## Specyfikacja

### Wygląd
Przód i tył telefonu pokrywa warstwa szkła, boki telefonu wykonane są natomiast z aluminium. Smartfon dostępny był w dwóch wersjach kolorystycznych: Onyx (czarny) i Champagne (biały), oprócz tego dostępna była limitowana seria Ceramic (cięższa – 160 g, zapowiadano produkcję 10 tys. sztuk). Z lewej strony urządzenia znajduje się suwak powiadomień, natomiast z prawej strony (od góry): slot na dwie karty nano SIM lub na kartę nano SIM i kartę microSD, przycisk regulacji głośności, oraz przycisk włączania/wyłączania. Na górnej krawędzi telefonu jest złącze słuchawkowe typu jack 3,5 mm, a na dolnej krawędzi znajdują się: głośnik oraz złącze Micro USB. Na przodzie urządzenia znajduje się 5,0" wyświetlacz AMOLED o rozdzielczości FullHD 1920x1080 px, pokryty zaokrąglonym na krawędziach szkłem Gorilla Glass.

### Sprzęt
OnePlus X napędzany jest przez czterordzeniowy procesor Qualcomm Snapdragon 801 taktowany zegarem 2,30GHz wraz z 3 GB pamięci RAM. Urządzenie wyposażone jest w niewymienną baterię o pojemności 2525 mAh. Z tyłu telefonu znajduje się aparat o rozdzielczości 13 Mpx i jasności obiektywu f/2.2, z elektroniczną stabilizacją obrazu i autofocusem. Aparat jest w stanie nagrywać filmy w rozdzielczości 1080p przy 30 fps, a także w zwolnionym tempie w rozdzielczości 720p przy 120 fps. Przedni aparat posiada rozdzielczość 8 MP i obiektyw o jasności f/2.4.

### Oprogramowanie
OnePlus X dostarczany był z fabrycznie zainstalowanym systemem OxygenOS w wersji 2.1.2 (Android 5.1.1 Lollipop).
1 października 2016 OnePlus udostępnił aktualizację do wersji 3.1.3, która jest oparta na Androidzie 6.0.1 Marshmallow.